# Liste der Nummer-eins-Hits in Norwegen (1982)
Diese Liste enthält alle Nummer-eins-Hits in Norwegen im Jahr 1982. Es gab in diesem Jahr elf Nummer-eins-Singles und neun Nummer-eins-Alben.
| Singles | Alben |
| --- | --- |
| - Gary Holton & Casino Steel – Ruby (Don't Take Your Love To Town) - 4 Wochen (52/1981 – 2/1982) - Electronica’s – Dance Little Bird - 1 Woche (3/1982, insgesamt 4 Wochen) - Shakin’ Stevens – Oh Julie - 1 Woche (4/1982, insgesamt 6 Wochen) - Electronica's – Dance Little Bird - 3 Wochen (5/1982 – 7/1982, insgesamt 4 Wochen) - Shakin’ Stevens – Oh Julie - 2 Wochen (8/1982 – 9/1982, insgesamt 6 Wochen) - Christopher Cross – Arthur’s Theme (Best That You Can Do) - 1 Woche (10/1982, insgesamt 2 Wochen) - Shakin’ Stevens – Oh Julie - 3 Wochen (11/1982 – 13/1982, insgesamt 6 Wochen) - Human League – Don’t You Want Me - 2 Wochen (14/1982 – 15/1982) - Christopher Cross – Arthur's Theme (Best That You Can Do) - 1 Woche (16/1982, insgesamt 2 Wochen) - Paul McCartney & Stevie Wonder – Ebony and Ivory - 8 Wochen (17/1982 – 24/1982) - Nicole – Ein bißchen Frieden - 1 Woche (25/1982) - David Bowie – Cat People (Putting Out Fire) - 7 Wochen (26/1982 – 32/1982, insgesamt 8 Wochen) - Survivor – Eye of the Tiger - 1 Woche (33/1982, insgesamt 8 Wochen) - David Bowie – Cat People (Putting Out Fire) - 1 Woche (34/1982, insgesamt 8 Wochen) - Survivor – Eye of the Tiger - 7 Wochen (35/1982 – 41/1982, insgesamt 8 Wochen) - Bolland – You're in the Army Now - 6 Wochen (42/1982 – 47/1982) - F. R. David – Words - 13 Wochen (48/1982 – 8/1983) | - ABBA – The Visitors - 7 Wochen (50/1981 – 3/1982) - Jon Eberson Group – Jive Talking - 7 Wochen (4/1982 – 10/1982) - Simon & Garfunkel – The Concert in Central Park - 3 Wochen (11/1982 – 13/1982, insgesamt 4 Wochen) - Gary Holton & Casino Steel – Holton / Steel Part 2 - 3 Wochen (14/1982 – 16/1982) - Simon & Garfunkel – The Concert in Central Park - 1 Woche (17/1982, insgesamt 4 Wochen) - Paul McCartney – Tug of War - 8 Wochen (18/1982 – 25/1982) - Roxy Music – Avalon - 12 Wochen (26/1982 – 37/1982) - Jon Eberson Group – Polarities - 2 Wochen (38/1982 – 39/1982) - Dire Straits – Love over Gold - 5 Wochen (40/1982 – 44/1982) - Dionne Warwick – Heartbreaker - 9 Wochen (45/1982 – 1/1983) |
| | |

Siehe auch: Nummer-eins-Hits 1982 in  Australien, Belgien, Deutschland, Finnland, Frankreich, Irland, Italien, Japan, Kanada, Neuseeland, den Niederlanden, Österreich, Schweden, der Schweiz, Spanien, den Vereinigten Staaten und im Vereinigten Königreich.